# Kanato de Kalat
El Kanato de Kalat, Kelat o Jelat, fue un estado tributario protegido en la región de Baluchistán (hoy en Pakistán), dentro de la agencia de Baluchistán, con una superficie de 185.426 km², que ocupaba el centro y suroeste de la entonces provincia británica del Beluchistán y que exceptuaba el territorio del kanato de Las Bela, mucho más pequeño.

## Geografía y otros datos
Limitaba al oeste con Persia (a través de dos estados semiautónomos feudatarios de Kalat: Kharan y Makrán) al este por el paso de Bolán, las montañas Marri y las montañas Bugti, y la provincia del Sind, al norte con los distritos de Chagai y de Quetta-Pishin, y al sur con Las Bela y la mar de Arabia. Kharan, parte de Makran (la región de Dasht) y Kachhi son planos y el resto es tierra muy montañosa destacando las montañas Brahui centrales, Kirthar, Pab, Siahan, las montañas de Makran central y las Montañas de la costa de Makran. Los ríos principales son el Nari, Mula, Hab, Porali, Hingol y Dasht. El único río que corre hacia el norte es el Rakhshan. El puerto principal era Pasni (Gwadar estaba en poder del sultán de Mascat).
La capital era Kalat, y otras ciudades importantes eran Bhag, Gandava, Mastung, Pasni (y Gwadar, un enclave dentro del kanato); el número de pueblos era de 1348. La residencia del agente político era Mastung donde se estableció en 1904. Administrativamente estaba organizado en cinco divisiones:
- Kachhi
- Sarawan
- Jhalawan
- Makrán
- Kharan

La población en 1903 era de 470 336 habitantes, la mayoría brahuis y balutxis, con una minoría de jats relevante. La mayor parte de la población era musulmana suní, pero en la parte occidental había bastantes seguidores de la secta Zikri. La población tenía una organización tribal (excepto a Makran y Kharan) cada una con su cabeza formando confederaciones, la principal de las cuales la de los brahui o brahoi, encabezada por el mismo khan de Kalat. Las lenguas principales eran el brahui, el balutxi, el dehwari y el sindi. En 1931 la población era de 295 500 habitantes seguramente por haber excluido Makran y Kharan.
El ejército estaba formado por irregulares sin disciplina. En 1901 lo formaban 300 infantes (dos regimientos), 300 hombres de caballería (tres regimientos), 90 artilleros y 29 cañones (ninguno en servicio)

## Bandera

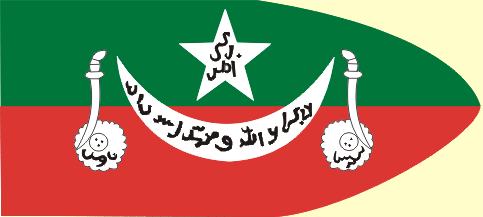
Bandera del kan de Kalat.

La bandera se divididía en horizontal verde sobre rojo con una media luna alargada y de poca altura con las puntas arriba y una estrella, todo blanco, y dentro de escritos arábigos en negro. La bandera del khan traía además dos espadas típicas, una a cada lado, en posición vertical y con el puño a la parte superior y a la punta de cada una un tipo de flor o borla, todo con inscripciones. Según John Mc Meekin a "Arms & flags of the Indian Princely States" (1990) la primera corresponde al modelo anterior a 1680 y la segunda a la bandera moderna (1680-1948), pero por el uso moderno de estas banderas parece que la primera sería la bandera del estado y la segunda del khan.